# Roger Ross Williams

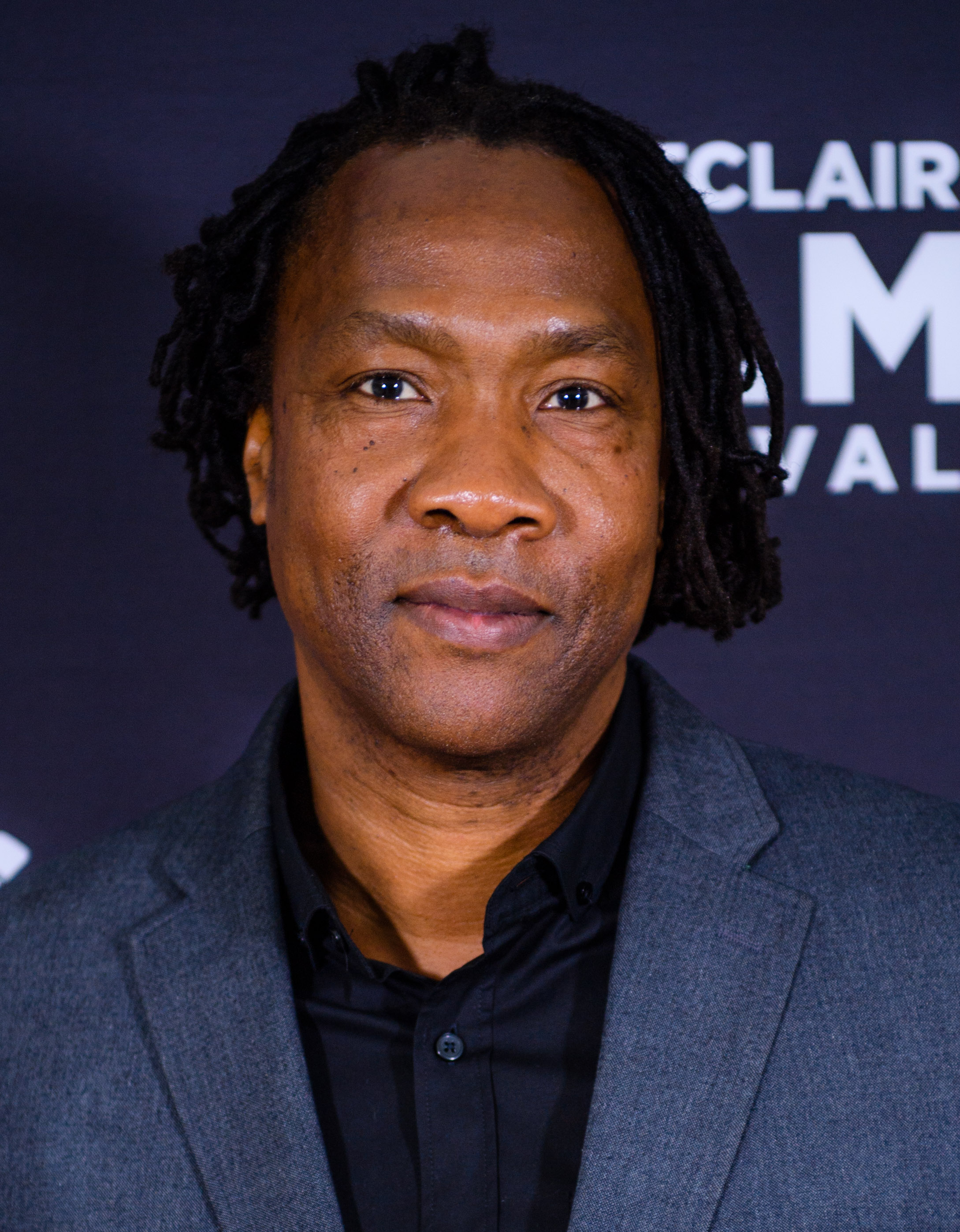
Roger Ross Williams

Roger Ross Williams  (* 13. April 1973) ist ein US-amerikanischer TV- und Filmregisseur. Für den Dokumentarfilm Music by Prudence gewann er 2010 einen Oscar.

## Leben
Williams stammt aus einer Gullah-sprechenden Familie aus South Carolina. Seit 1985 lebt und arbeitet er in New York.
Williams arbeitete als Produzent und Regisseur u. a. für die Fernsehsender ABC, CBS und Comedy Central und war für TV-Serien wie Life 360 (2002), Sheila Bridges: Designer Living (2005), Undercover Boss (2010) und der Emmy-prämierten Nachrichtenshow TV Nation von Michael Moore tätig. Auch für zahlreiche Nachrichtensendungen wie ABC News, NBC News, BBC und CNN arbeitete er. Realityshows und zahlreiche Dokumentationen etwa für Discovery Channel gehörten ebenfalls zu seinem Repertoire. Auch einige Fernsehfilme produzierte er, dafür wurde er mit einem NAMIC Vision Award für Moroccan Style und einem National Headliner Award für den Film New York Underground ausgezeichnet.
Für seinen Dokumentarfilm Music by Prudence aus dem Jahr 2010, der die Geschichte der 21-jährigen Sängerin Prudence Mabhena aus Simbabwe erzählt, gewann Williams gemeinsam mit Co-Produzentin Elinor Burkett bei der Oscarverleihung 2010 einen Oscar in der Kategorie Bester Dokumentar-Kurzfilm. Damit ist Williams der erste Afroamerikaner, der einen Preis für die beste Regie oder Produktion gewinnen konnte. Bei Williams' Dankesrede kam es zu einem kleinen Eklat, als Burkett ebenfalls die Bühne betrat und ihn unterbrach. Burkett fühlte sich ebenfalls verantwortlich für den Film, da sie die Idee dazu hatte; sie war allerdings bereits ein Jahr zuvor aufgrund von Differenzen von ihren Aufgaben bei dem Projekt entbunden worden. Weitere Preise gewann der Film beim Florida Film Festival, dem Africa World Documentary Film Festival und dem DocuWest Film Festival.
2013 feierte sein Film God Loves Uganda auf dem Sundance Film Festival Premiere. Der Dokumentarfilm behandelt den Zusammenhang zwischen westlichem christlichem Missionarismus und Homophobie in Uganda. Für die Produktion des Films Life, Animated wurde er 2017 für den Oscar in der Kategorie Bester Dokumentarfilm nominiert.

## Filmografie (Auswahl)
- 1995: People Yearbook '95 (Produzent)
- 1996: Sex, Drugs and Consequences (Produzent)
- 1997: Discovered at Sundance (Produzent)
- 2003: New York Underground (Regie, Drehbuch)
- 2003: The Lives They Lived (Regie, Drehbuch)
- 2005: Sheila Bridges Designer Living: Morocco Special (Regie, Drehbuch)
- 2010: Music by Prudence (Kurzfilm) (Regie, Produzent)
- 2013: God Loves Uganda (Regie, Produzent)
- 2016: Life, Animated (Regie, Produzent)
- 2023: Cassandro (Regie, Produzent)